# 化身博士
《化身博士》（英語：Strange Case of Dr Jekyll and Mr Hyde），講述了绅士亨利·哲基爾博士喝了自己配制的藥劑分裂出邪惡的海德先生人格的故事。
《化身博士》是羅伯特·路易斯·史蒂文森的名作，因書中人物哲基爾和海德善惡截然不同的性格讓人印象深刻，後來“Jekyll and Hyde”一詞成為心理學「雙重人格」的代名詞。此書曾多次被改編為音樂劇、電影等。

## 內容
書中主人翁哲基爾醫生是体面绅士，因抵擋不了潛藏在天性中邪惡、狂野因素的聳動，發明了一種藥水，可以將平時被壓抑在虛僞表相下的心性，毫無保留地展露出來；同時隨著人格心性的轉變，身材樣貌也會隨之改變。因此，原本一個社會公衆認爲行善不遺餘力的溫文儒雅之士，一旦喝下藥水，即轉身一變，成爲邪惡、毫無人性且人人憎惡的猥鄙男子——海德；一個是善的代表，另一個則是惡魔的化身。後來，哲基爾醫生因控制不到自己內心的惡魔（海德），而以自盡的方法來停止自己以海德的身分作惡。從《化身博士》一書中，可得知史蒂文生認為在人的潛意識和某處黝暗深沈、無法探知的內心角落裡，善惡是並存的。

## 人物

### 哲基爾醫生和海德先生
亨利·哲基爾博士是一个50多岁的体面绅士，待人友善、交际甚广，但有时会因为内心深处恶与善的双重人格的斗争而痛苦。他尝试配制药水来压抑自己心中的恶，出乎意料的是服下药水之后他竟然变成了自己体内邪恶的化身——身材矮小但年轻体壮的海德先生，残酷、无情、暴力、邪恶。从此他暗地里用药水在这两种身份之间来回变化，作为海德先生出去暴力伤人，变回到哲基爾后心怀愧疚不安，却又抑制不住变成海德先生的冲动。后来，海德先生在他体内越来越强大，他保持哲基爾博士的时间越来越短。他害怕自己会永远变成海德先生，于是留下遗嘱，自殺。

### 歐特森先生
哲基爾醫生的律師兼好友。他因為對哲基爾醫生把全部遺產轉給海德感到奇怪，而對海德的身分感興趣。他得出的結論是，人類的垮台是因為他們沉迷於感興趣的話題。由於這種推理，他將生活視為一種隱士，並“削弱了他對生活中更精細的品味”。

### 蘭翁醫生
哲基爾醫生的老師

## 改编作品
- 1887年剧作《化身博士》
- 任天堂遊戲：1988年任天堂發行的同名遊戲《化身博士》，分为日版与美版。知名遊戲評論節目《憤怒電玩宅》的主持人詹姆士·鄧肯·羅弗對遊戲的評價極差，稱該遊戲是他評論多年來最差的遊戲之一。
- 美國電影:《天降奇兵》
- 美國電影:《凡赫辛》，一開始追捕的就是《化身博士》
- 美國電影:《神鬼傳奇》
- 美國電影:《X戰警：第一戰》，提到《化身博士》
- 美國電視劇: 《善惡雙生》
- 《日のあたる方へ　―私という名の他者―》(日本寶塚歌劇團2013年製作)
- 韓國網路漫畫《哲基爾博士是海德！》
- 上述作品改編韓國電視劇: 《海德、哲基爾與我》
- 《Fate/Prototype 蒼銀的碎片》（前傳小說）：在該次聖杯戰爭之中以「Berserker」的職階出現，寶具為「悄密罪孽遊戲（dangerous game）」
- 《Fate/Grand Order》（手機遊戲）：以「Assassin」（哲基爾）和「Berserker」（海德）的職階登場，上述寶具的效果是將自身職階由Assassin轉換成Berserker。
- 《童話小鎮》中第五季第二十二集登場，進入童話小鎮的劇情。
- 手機遊戲：《MazM：傑奇與海德》
- 《怪物彈珠》（手機遊戲）：傑奇&海德
- 桌遊：Jekyll vs. Hyde (化身博士)

## 軼事
在史蒂文森的散文集《橫跨大陸》中的其中一篇短篇《關於夢的篇章》，史蒂文森提到這部作品的靈感來源是一位作家老友的惡夢，並在故事的最後提到其實這位作家老友正是自己。在他透過夢境完成化身博士的構思後，僅花六週就完成了故事內文，但在妻子看過後卻批評故事非常糟糕，史蒂文森只好燒掉所有原稿並重寫，並將故事重新撰寫，這才寫出了這部《化身博士》。

## 外部連結
- Strange Case of Dr Jekyll and Mr Hyde from Internet Archive. Many antiquarian illustrated editions.
- The Strange Case of Dr Jekyll and Mr Hyde - 古腾堡计划 ver.1
- Strange Case of Dr Jekyll and Mr Hyde at LibriVox (audiobooks)
- "The Beast Within" （页面存档备份，存于）, Freudian fable, sexual morality tale, gay allegory — the novella has inspired as many interpretations as it has film adaptations. By James Campbell, The Guardian, December 13, 2008